# El loro de la soledad
 El loro de la soledad es una película de Argentina dirigida por Juan Antonio Serna y Jorge Enrique Farías según el guion de Juan Antonio Serna basado en una historia de Jorge Enrique Farías que se estrenó el 3 de agosto de 1967 y que tuvo como protagonistas a Milagros de la Vega y Virginia Lago. También colaboró Alfredo Suárez como fotógrafo de filmación.
Fue filmada en Santiago del Estero en blanco y negro y algunas escenas fueron viradas a un color vinculado a la situación: rojo para la violencia, sepia para los recuerdos, verde para las alucinaciones, azulado para los racconti nocturnos.

## Sinopsis
Un grupo de técnicos ingleses que se radica en Santiago del Estero para la construcción de un puente para el ferrocarril se relaciona con mujeres del lugar.

## Reparto
- Milagros de la Vega
- Virginia Lago
- Justo José Rojas
- Mercedes Ibarra
- Amado Chamorro (hijo)
- Rosinés Pérez Ruiz
- Carlos Flores
- Miguel Ángel Paz
- Fanny Olivera

## Comentarios
Clarín dijo:

”Meritorio film nacional…el color local funciona bien dramáticamente”.

En La Prensa opinó Jaime Potenze:

”Ha faltado en el film un dialoguista más ágil y un dramatismo mayor por parte de los directores”.

El Mundo afirmó:

”Como libro es apenas una idea sin elaborar, generalmente muy mal resuelta en las situaciones”.